# Port lotniczy Aktau
Port lotniczy Aktau (IATA: SCO, ICAO: UATE) – port lotniczy położony w Aktau, w Kazachstanie. Mieści się ok. 30 km na północny zachód od miasta. 
Do 1991 r. port działał pod nazwą "Shevchenko Airport". Obecne lotnisko wybudowano na początku lat 80., poprzednie znajdowało się w obrębie miasta.
W dniu 25 grudnia 2024 roku doszło do katastrofy lotu Azerbaijan Airlines 8243 w pobliżu lotniska.

## Linie lotnicze i połączenia
| Linia Lotnicza      | Kierunek |
| ------------------- | --- |
| Aerofłot            | 1. Moskwa-Szeremietiewo |
| Air Astana          | 1. Ałmaty 2. Astana 3. Londyn-Heathrow |
| Azerbaijan Airlines | 1. Baku (powrót od 29 października 2023) |
| Buta Airways        | 1. Baku (do 28 października 2023) |
| FlyArystan          | 1. Ałmaty 2. Aktobe 3. Astana 4. Atyrau 5. Baku 6. Stambuł 7. Karaganda 8. Kutaisi 9. Orał Ak Żoł 10. Szymkent 11. Erywań Sezonowo: 1. Antalya 2. Medyna |
| Kish Air            | 1. Gorgan |
| Qazaq Air           | 1. Atyrau |
| Red Wings Airlines  | 1. Jekaterynburg 2. Moskwa-Żukowskij |
| Rossiya Airlines    | 1. Soczi |
| SCAT Airlines       | 1. Ałmaty 2. Aktobe 3. Astana 4. Astrachań 5. Atyrau 6. Baku 7. Stambuł 8. Kokczetaw 9. Machaczkała 10. Mineralne Wody 11. Moskwa-Wnukowo 12. Nukus 13. Orał Ak Żoł 14. Ras al-Chajma 15. Sankt Petersburg 16. Szymkent 17. Tbilisi 18. Turkiestan 19. Urgencz 20. Erywań Sezonowo: 1. Batumi |
| Sunday Airlines     | Sezonowe czartery: 1. Antalya 2. Szarm el-Szejk |
| Turkish Airlines    | 1. Stambuł |
| Uzbekistan Airways  | 1. Nukus 2. Urgencz |